# Joe Holmes
Joe Holmes (1906 - 5 janvier 1978) est un violoniste, un écrivain et un chanteur d' Antrim, en Irlande du Nord.

## Biographie
À son retour de la Grande Guerre, le frère de Holmes, Harry, lui rapporte à la maison son premier violon en cadeau. Le premier travail de Holmes est de porter le drapeau d'avertissement rouge devant le rouleau compresseur, ce qui l'amène à parcourir le pays dans une caravane. Il emporte son violon lors de ces voyages. Certains de ses airs favoris de violon incluent The Boys of Ballycastle, The Blackberry Blossom, Royal Charlie, Wellington’s Medal et Rodney’s Glory. Holmes quitte les travaux routiers et travaille à la teinture du lin, d'abord pour un petit moulin près de Killyrammer, puis dans Milltown Mill, à Ballymoney. Il occupe ensuite un emploi plus sain en tant que gardien vert pour le club de bowling Ballymoney.

## Enregistrements
Tous les enregistrements de Joe Holmes sont réalisés avec Len Graham avec lequel il commence à assister régulièrement à des séances de musique en Irlande dans les années 1960.
Leur premier album est Chaste Muses, Bards and Sages, qui comprend des chants en solo des deux ainsi que des duos et des chants. Le disque devient un succès instantané et le chant assuré de Len, associé à la verve de Joe et à son immense stock de chansons, en font des favoris dans les clubs, les concerts et les festivals. Malheureusement, Joe Holmes meurt quinze jours seulement après avoir terminé l'enregistrement de leur album suivant, After Dawning, en 1978.

## Documentaire radio de la BBC
Le 6 janvier 1980, un documentaire radiophonique hommage à Joe Holmes compilé par David Hammond est diffusé sur BBC Radio Ulster. Les contributeurs au programme sont Len Graham, Geordie Hanna, Frank Harte, Jeannie McGrath, Sarah Ann O'Neill et Paddy Tunney.
Le programme se nomme Joe Holmes: A Parting Glass, numéro de programme de la BBC : 140U540, numéro de catalogue : 9517794, durée 0:29:08.

## Discographie

### Joe Holmes et Len Graham
- Chaste Muses, Bards and Sages (Free Reed, 1976) – FRR 007
- After Dawning (Topic, 1979) – 12TS401

### Compilations
- A Living Thing: Contemporary Classics Of Traditional Irish Music (Globestyle, 1997) – CD. Various artists. Contient deux chansons par Joe Holmes and Len Graham : The Girl That Broke My Heart and The Parting Glass.
- I Once Was A Daysman & Chaste Muses, Bards & Sages (Free Reed, 2008) – FRRR-08/FRRRS-128 CD. Albums remastérisés par Eddie Butcher / Joe Holmes et Len Graham.

## Voir également
- Comhaltas Ceoltóirí Éireann
- Sean Nós